# 繰上勅書

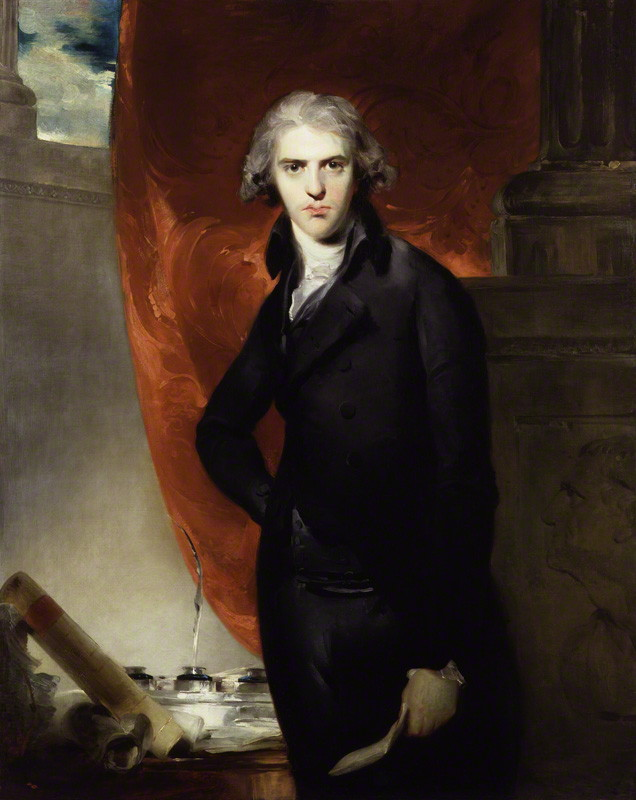
後に第2代リヴァプール伯爵及び首相となるロバート・ジェンキンソンは1803年に繰上勅書によりハークスベリー男爵位を継承し、貴族院に召集された。

繰上勅書 (くりあげちょくしょ、繰上召集令状ともいう、Writ of acceleration) とは、複数の爵位を保有する貴族の長男で法定推定相続人である者が、父親の従属爵位（英語: subsidiary title）を利用して、イギリスの貴族院またはアイルランドの貴族院に出席することができるようにする議会召集令状（英語: writ of summons）の一つである。この手法は権威のある爵位の数を増やさず、また高貴な爵位の持つ様々な独占権を弱めないで、非常に少数の選択肢 (始めの数世紀は数十の家系、その後の数世紀は数百の家系) から選ばれていた議員の平均年齢を下げ、有能なメンバーを増やすことを可能にした。
繰上勅書という制度は15世紀半ば、エドワード4世により導入された。これは極めて珍しい手法であり、400年以上の間で実施されたのはわずか98回である。最後の繰上勅書は、イギリス保守党の政治家でジョン・メージャーの盟友であるクランボーン子爵ロバート・ガスコイン＝セシル (第6代ソールズベリー侯爵ロバート・ガスコイン＝セシルの長男で相続人) に対し1992年に発行された。彼は父親の従属爵位であるエッセンドンのセシル男爵位により召集されたのであり、儀礼称号として使っていたクランボーン子爵として召集されたわけではなかった。
繰上勅書の制度は1999年貴族院法で、世襲貴族が自動的に貴族院議員となることができる権利とともに廃止された。

## 手順
繰上勅書は、繰り上げして承継される爵位が主たる爵位ではなく従属爵位であり、対象者が爵位のその時点での保有者の法定推定相続人であった場合にのみ発行される。したがって父親の貴族は少なくとも子爵である。繰上勅書の対象者である法定推定相続人は、彼が使っている儀礼称号ではなく、ほとんどの場合彼の父親の男爵位のひとつにより議会に召集される。例えば、第3代デヴォンシャー公爵ウィリアム・キャヴェンディッシュの法定推定相続人であったハーティントン侯爵ウィリアム・キャヴェンディッシュ（後の第4代デヴォンシャー公爵）は、ハードウィックのキャヴェンディッシュ男爵として貴族院に召集された。1707年以降のスコットランド貴族や1801年以降のアイルランド貴族の法定推定相続人は、それぞれ爵位の保有者は貴族代表議員に選出されなければイギリス貴族院に議席を有することはなかったため、繰上勅書の発行はできなかった。
繰上勅書の対象となった法定推定相続人は、繰り上げして承継した爵位により議会の中で優先的な地位を得た。例えばクランボーン子爵が1603年創設のセシル男爵位を繰上承継したときは、彼は貴族院の中の1603年以降に創設された全ての男爵に優先する地位を得た。
繰上承継した男爵が彼の父親より先に亡くなった場合その男爵位は、彼の相続人がいれば相続人に、いなければ父親に渡される。例えば初代バーリントン伯爵リチャード・ボイルの生き残っていた男子の中で最年長だったチャールズ・ボイルは1689年に彼の父親のレーンズボローのクリフォード男爵位により貴族院に召集されたが、父親より早く亡くなった。彼の息子である初代伯の孫は、男爵位により貴族院へ召集された。